# 郾城区
郾城区是中华人民共和国河南省漯河市下辖的市辖区，面积413.1平方公里，人口50.53万人。區人民政府駐海河路269號。郾城是龙山文化的发祥地、许慎的故里，也是岳飞“郾城大捷”的古战场。

## 行政区划
郾城区下辖3个街道办事处、7个镇：

沙北街道、龙塔街道、淞江街道、孟庙镇、商桥镇、裴城镇、新店镇、龙城镇、李集镇和黑龙潭镇。

## 人口
根據第七次人口普查數據，截至2020年11月1日零時，郾城區常住人口505302人。

## 交通
- 京广铁路、漯宝铁路、漯阜铁路
- 107国道
- 京港澳高速京港澳高速公路